# Bitka kod Travnika 1480.
Bitka kod travnika bila je bitka između snaga Hrvatskog Kraljevstva i Osmanskog Carstva.

## Uvodne okolnosti
Snage hrvatsko-ugarskog kralja Matije Korvina koje su vodili kralj, hrvatski ban, bosanski ban i srpski naslovni despot 6. studenoa 1480. godine krenule su u pohod na osmansku Bosnu. Akcija je bila uspješna. U kratkom su roku došli do Vrhbosne, vođa osmanskih snaga Daut-paša spasio se bijegom u zadnji čas. Nakon toga spalile su Vrhbosnu i otišle se vratiti nazad. 
Daut-paša uspio se pribrati i slijedio je hrvatsko-ugarske snage. U pomoć su mu nadošle ine osmanske čete. Putem su izbivale bitke. Na koncu se zbila velika bitka kod Travnika.

## Bitka
U žestokoj bitci poginulo je 10.000 pripadniha osmanskih postrojba.

## Posljedice
Zbog ovog uspješnog upada hrvatsko-ugarskog kralja u Bosnu i uspješnog pohod Pavla Kinižija u Srbiju), oslobodio se je dio krajeva pod osmanskom vlašću. Samo je Osmansko Carstvo pretrpilo logističke i vojne gubitke, zbog čega je bilo oslabljeno u tim pograničnim pokrajinama. Kralj Matija Korvin prosinca 1480. u pismu papi Sikstu IV. napisao je za Bosnu "cijela ta zemlja posve opustošena, a preostali žitelji pobjegoše preko rijeke Drine u Srbiju". Zatim je svibnja 1481. umro ratoborni sultan Muhamed II. Naslijedio ga je sin Bajazid II., proti komu ustao je mlađi brat Džem. Zbog dodatne oslabljenosti Turaka prijestolnim borbama, ukazala se prigoda za oslobađanje Bosne. Bosanski Vlasi pozvali su Vlatka neka dođe u Bosnu. Herceg Vlatko Hercegović Kosača pokušao je ovo iskoristiti te je 1481. pošao u pohod na Bosnu, koji se pokazao pogubnim za Hercegovinu.